# موزه باستان‌شناسی و قوم‌نگاری جمهوری آذربایجان

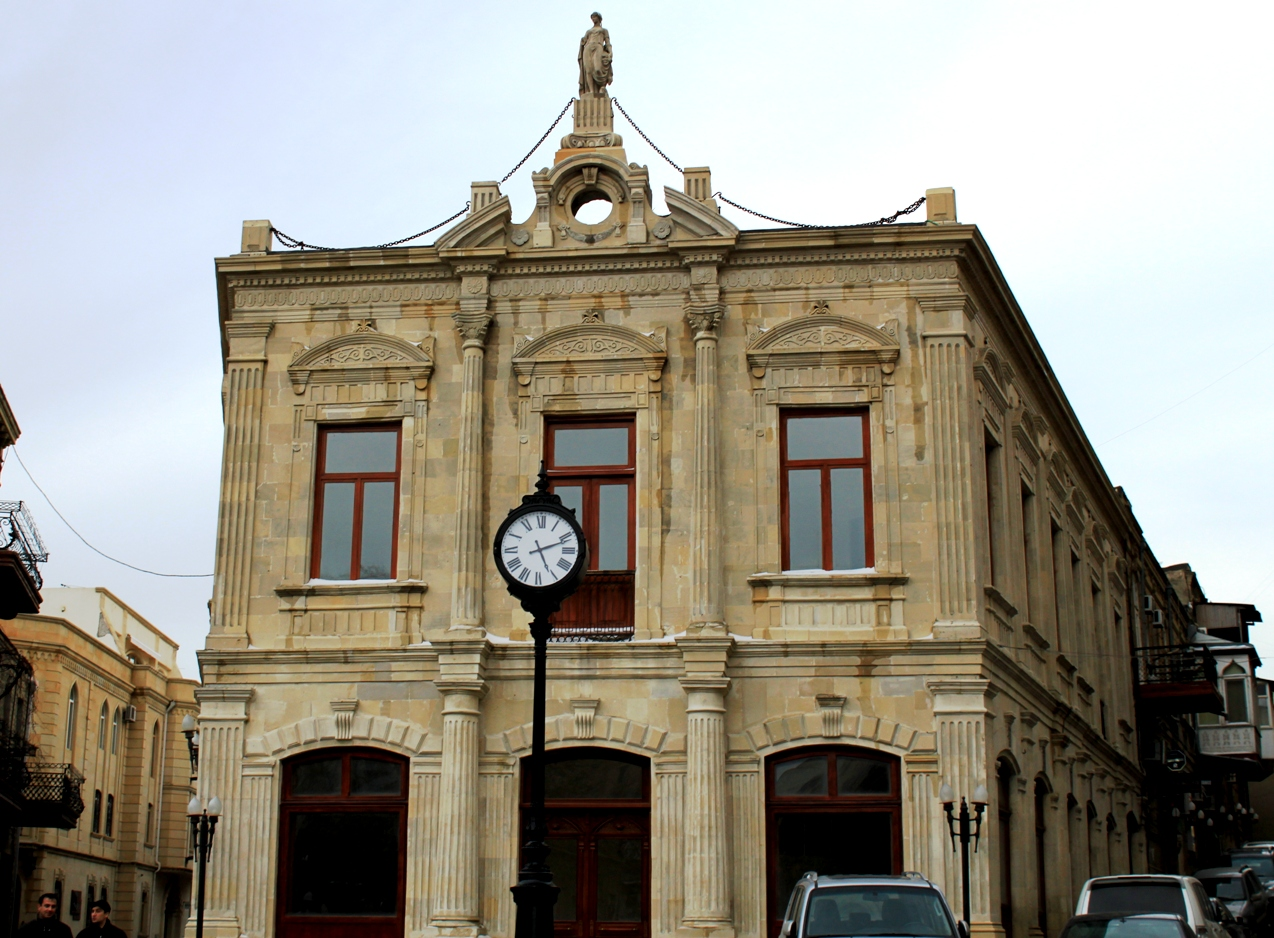
موزه باستان‌شناسی و قوم‌نگاری جمهوری آذربایجان

موزه باستان‌شناسی و قوم‌نگاری (به ترکی آذربایجانی- Arxeologiya və Etnoqrafiya Muzeyi) در سال ۱۹۷۶ تحت آکادمی ملی علوم جمهوری آذربایجان تأسیس شده‌است.
موزه نام معمار آذربایجانی- «میکایل حسینف» را به یدک می‌کشد. موزه دارای دو بخش است. قسمت قوم‌نگاری اشیاء نمایشی مربوط به قرن نوزدهم و اوایل قرن بیستم و نیز زندگی مردم آذربایجان را در معرض نمایش می‌گذارد.
بخش باستان‌شناسی حاوی یافته‌هایی ست که، تمام مراحل توسعه تاریخی آذربایجان و فرهنگ آن از عصر حجر تا اواخر قرون وسطی را به نمایش می‌گذارند.
اشیاء نمایشی موجود در موزه، اطلاعات موثق و مفصلی راجع به زیستگاه انسان‌های اولیه، خانه‌های مسکونی در قلمروی آذربایجان، سکونتگاه‌های مربوط به دامداران و کشاورزان، فرهنگ‌های باستانی و ملموس کشورهای قدیمی، سنگ‌های قبر، هنرهای باستانی آذربایجانی، اقتصاد، سبک زندگی، آداب معاشرت و ارزش‌های اخلاقی آبا و اجداد مردم آذربایجان ارائه می‌دهد.
در سال ۲۰۰۸، موزه مورد بازسازی قرار گرفت و تعداد نمایشگاه‌های آن به ۲۰۰۰ افزایش پیدا کرد.